# Андрејић
Андрејић је српско презиме, настало од имена Андреј. Може се односити на следеће особе:
- Симона Андрејић, манекенка
- Тијана Андрејић, пијанисткиња